# Molino de Valletaray
El Molino de Valletaray es un molino mareal ubicado en Lepe, en la provincia de Huelva (España). 

## Historia
El primer molino mareal del que se tiene referencia es en Irlanda en el siglo VII. Este tipo de infraestructuras prolifera por toda la costa atlántica de Europa durante la Edad Media y, especialmente, tras los grandes descubrimientos, cuyas vías marítimas incrementaron la necesidad de harina. Inicialmente eran propiedad de órdenes religiosas o señores nobiliarios, que los arrendaban a particulares y no son privatizados hasta los siglos XVIII-XIX. Se trata de infraestructuras integradas en el medio natural y medioambientalmente sostenibles que, no obstante, decaen por su falta de rentabilidad y productividad en el siglo XIX tras la Revolución Industrial.
En el litoral onubense se tiene constancia de molinos mareales en Gibraleón, Moguer y Ayamonte en los siglos XV y XVI.

## Descripción
El molino consta de una fachada, levantada sobre una serie de cárcavos rematados con ladrillo. Está orientado hacia el norte y seguramente perteneció a la sala de molienda del molino original que, por tanto, estaría orientado según un eje Este-Oeste. Su capacidad molinera fue de cuatro muelas.
Aunque no se conoce con certeza la tecnología que utilizó este molino mareal, la principal hipótesis apunta a la de rodezno de canal.

## Localización y entorno
El molino recibía las aguas del río Piedras y se encuentra  al final del Camino de Malascarnes, que conecta la  N-431  a su paso por Lepe (a la altura del acceso al Hospital Virgen Bella) con las marismas. El último tramo debe hacerse a pie por un camino de tierra, que también conduce a un observatorio de aves. 
Las marismas en las que se ubica el molino forman parte del Paraje natural Marismas del Río Piedras y Flecha del Rompido, espacio natural protegido desde 1989.

## Protección y estado de conservación
El Molino de Valletaray fue inscrito en el Catálogo General del Patrimonio Histórico Andaluz, como bien inmueble de catalogación general, el 23 de junio de 2010.
En su entorno se realizó una actuación de conservación, destinada a mejorar los accesos hasta el mismo y construir un observatorio de aves en sus inmediaciones. 